# Wiesław Olszewski (chorąży)
Wiesław Tomasz Olszewski (ur. 4 sierpnia 1895 w Lusławicach, zm. 25 sierpnia 1918 pod Kaltówką) – chorąży Wojska Polskiego we wschodniej Rosji, działacz niepodległościowy, kawaler Orderu Virtuti Militari.

## Życiorys
Urodził się 4 sierpnia 1895 w Lusławicach, w ówczesnym powiecie brzeskim Królestwa Galicji i Lodomerii, w rodzinie Michała i Barbary z domu Spieszna. Absolwent gimnazjum i szkoły agronomicznej.
18 sierpnia 1914 wstąpił do Legionów Polskich. Początkowo służył w 1. kompanii 1 pułku piechoty, później w batalionie uzupełniającym, a od września 1915 w 5. kompanii II batalionu 6 pułku piechoty, w szeregach której walczył podczas I wojny światowej. Wyróżnił się 5 lipca 1915 w bitwie pod Kostiuchnówką. Podpułkownik Maksymilian Milan-Kamski we wniosku na odznaczenie Orderem Virtuti Militari napisał: „w szturmie na Górę Polaków, na czele swojej sekcji jeden z pierwszych wpadł do nieprzyjacielskich okopów i w bohaterskiej walce wręcz dał przykład męstwa swoim żołnierzom. W dalszym szturmie na stanowisko nieprzyjacielskiego karabinu maszynowego kapral Olszewski objął dowództwo plutonu po śmierci dowódcy i brawurowo prowadził go dalej, aż ugodzony sam kulą padł ranny i dostał się do niewoli”. Po zakończeniu leczenia szpitalnego został wysłany do obozu jeńców w Ufie.
Od 1 lipca 1918 organizował tam 1 pułku strzelców polskich im. Tadeusza Kościuszki. 20 lipca jako dowódca plutonu 2. kompanii tego pułku wyruszył na front pod wsią Ochlebinino. 15 sierpnia dowodzony przez niego pluton dokonał wypadu na wieś Berezówka i zdobył 12 koni, 8 karabinów oraz aparat telefoniczny. 25 sierpnia 1918 poległ w walce z bolszewikami pod wsią Kaltówka (Kołtówka, Koltówka, Kaftówka) nad rzeką Sim w guberni ufijskiej.
W 1917 w Ufie ożenił się z Martą z Jankowskich, z którą miał córkę Mirosławę ps. „Barska”, „Jola” (ur. 17 października 1918, zm. 28 sierpnia 1944), uczestniczkę powstania warszawskiego, łączniczkę w pułku Narodowych Sił Zbrojnych im. gen. Jana Henryka Dąbrowskiego

## Ordery i odznaczenia
- Krzyż Srebrny Orderu Wojskowego Virtuti Militari nr 6435 – pośmiertnie, 17 maja 1922[12][1][13][14][2][15]
- Krzyż Niepodległości – pośmiertnie, 16 marca 1937 „za pracę w dziele odzyskania niepodległości”[16][17][18][10]
- Krzyż Walecznych dwukrotnie – pośmiertnie[4][19][10] (po raz pierwszy „za czyny orężne w bojach b. 5-ej Dywizji Wojsk Polskich na Syberii”[20][21])
- Srebrny Medal Waleczności 2 klasy[4]
- Brązowy Medal Waleczności[4][22]